# Alexander Pechtold

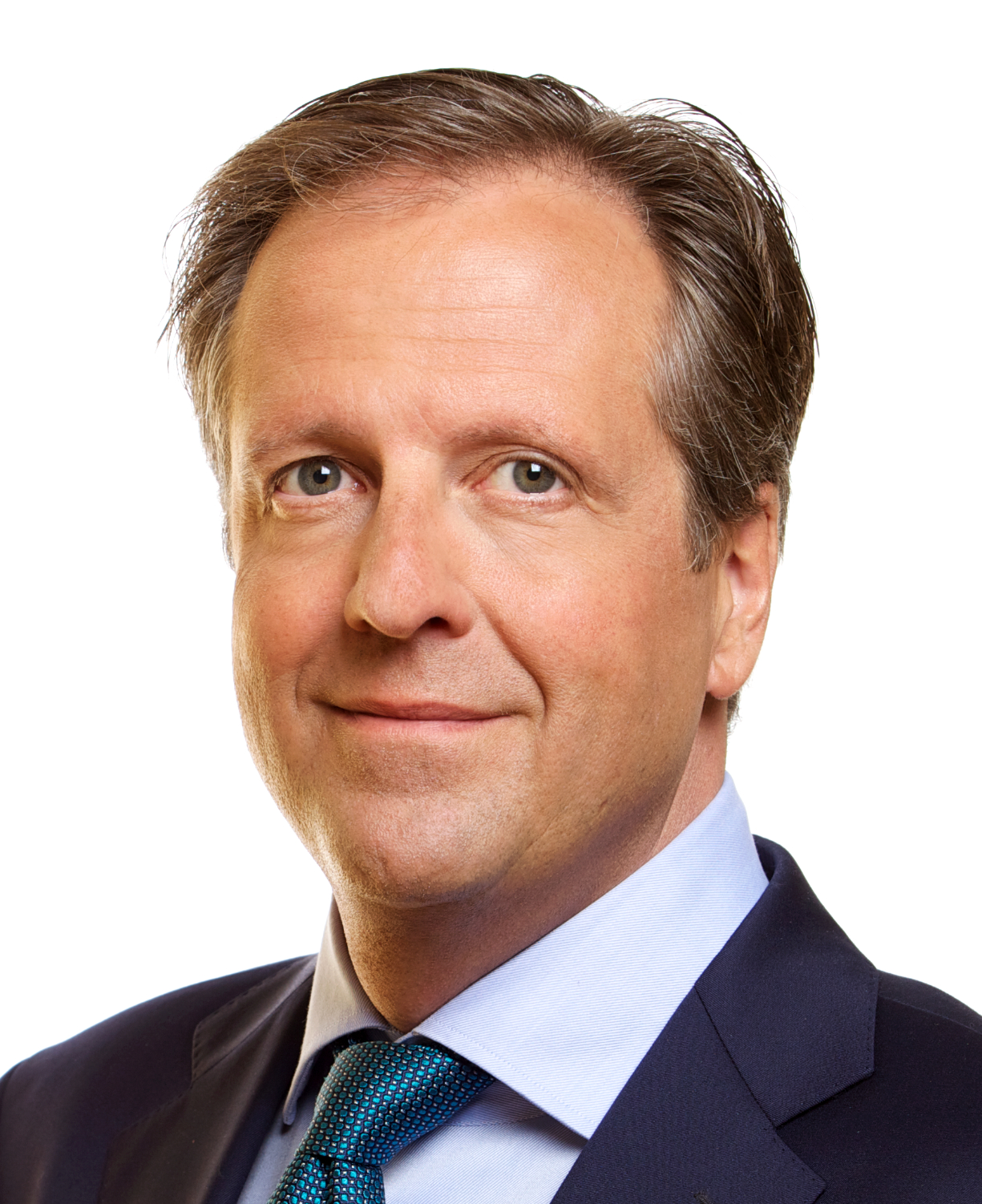
Alexander Pechtold, 2013

Alexander Pechtold (* 16. Dezember 1965 in Delft) ist ein niederländischer Politiker der Democraten 66 (D66).

## Ausbildung
Pechtold besuchte das Rotterdamsch Lyceum und studierte von 1986 bis 1996 Kunstgeschichte und Archäologie an der Universität Leiden. Sein Studium finanzierte er sich durch eine Tätigkeit bei Van Stockum's Veilingen in Den Haag, einem niederländischen traditionellen Auktionshaus, das sich auf Kunstversteigerungen spezialisiert hat. 1995 erhielt er ein Diplom als Auktionator (in den Niederlanden im Gegensatz zu Deutschland ein Ausbildungsberuf).

## Politische Laufbahn
Pechtold schloss sich im Jahr 1989 den Democraten 66 an. Von 1994 bis 2002 vertrat er sie im Rat der Stadt Leiden, von 1997 bis 2003 war er Beigeordneter. Von 2002 bis 2005 fungierte Pechtold als Parteivorsitzender. Von Oktober 2003 bis März 2005 war er gleichzeitig Bürgermeister von Wageningen. Anschließend war er bis zu seinem Rücktritt Ende Juni 2006 Minister für Verwaltungsreform im Kabinett Balkenende II. Bei der vorgezogenen Parlamentswahl von 2006 war er Spitzenkandidat der D66. Im Anschluss fungierte er als Fraktionsvorsitzender und damit de facto als politischer Führer der Partei. Im Oktober 2018 gab Pechtold, auf einem Parteitag in  's-Hertogenbosch, seinen Rücktritt als Fraktionsvorsitzender bekannt, der am 9. Oktober 2018 wirksam wurde.

## Privates
Pechtold war mit Froukje Idema verheiratet. Das ehemalige Paar hat zwei Kinder.